# Enduromotor

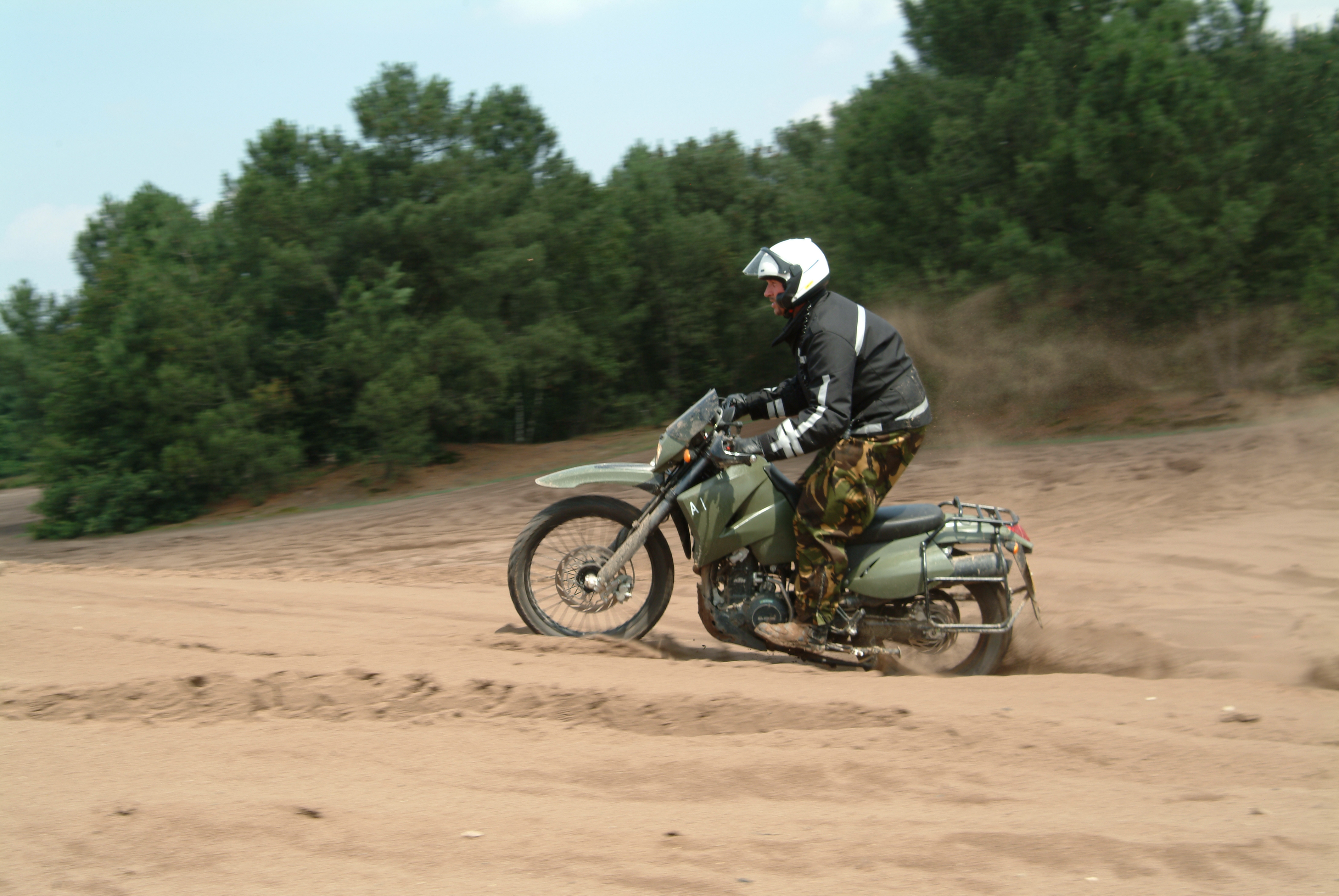
Een enduromotor heeft banden die geschikt zijn voor de verharde weg, maar kan desondanks zwaar terrein aan

Enduromotor is een motorfietsclassificatie.
Het is een voor het rijden van endurowedstrijden bestemde motorfiets, die op grond van de reglementen aan minimale wettelijke eisen voor de openbare weg moet voldoen. Een enduromotor lijkt op de offroad, maar is minder geschikt voor beginnende rijders. Een echte enduromotor heeft ook - als sportmachine - vaker onderhoud nodig.
Enduromotoren zien eruit als crossmotoren, maar voldoen wel aan de wettelijke eisen voor rijden op de openbare weg en ze hebben dus ook een kentekenbewijs. De wellicht bekendste machines zijn de Honda XR serie (XR 250/400/600/650), KTM LC4 en Husqvarna's. Dit zijn allemaal viertaktmotoren die vanaf de fabriek al aan de wettelijke norm voor het kenteken voldoen en dus ook nieuw met kenteken worden verkocht. Maar ook competitie crossmotoren kunnen hiervoor worden omgebouwd. Merken als KTM en Husqvarna, van oudsher de twee grote merken op het endurogebied, leveren ook tweetaktmotoren met kenteken. Dit zijn dus feitelijk motorcross machines, alleen door de fabriek al klaargemaakt en met kenteken verkocht. Technisch zit er op de aanwezige verlichting na weinig verschil tussen enduro of crossmotoren, behalve bij enduro's het grotere aantal versnellingen. Ze lijken in uiterlijk dus ook veel op elkaar.
Als een fabrikant een enduromotor aanpast voor "dagelijks" gebruik, wordt dit ook wel een Soft Enduro genoemd.